# 치목

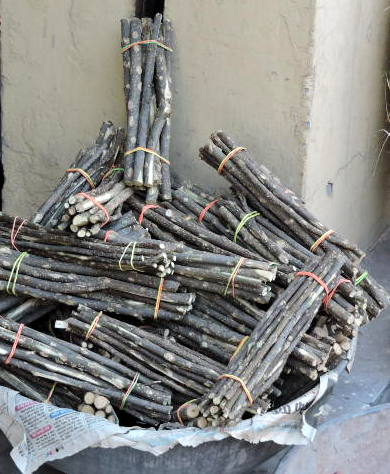
치목

치목(齒木)은 구강위생 도구다. 한 쪽 끝이 해어질 때까지 씹어서 사용한다. 해어진 쪽은 칫솔질을 하듯이 사용할 수 있고 다른 한 쪽은 이쑤시개처럼 사용할 수도 있다.

## 역사
최초의 치목은 기원전 3500년 경 바빌로니아, 기원전 3000년 경 조성된 고대 이집트 무덤에까지 이른다. 고대 중국에서는 기원전 1600년 경까지 거슬러 올라가는 기록이 있다.